# Nuria Domínguez Asensio
Nuria Domínguez Asensio (ur. 30 stycznia 1974 w Toronto) – hiszpańska wioślarka, reprezentantka Hiszpanii w wioślarskiej jedynce podczas letnich igrzysk olimpijskich w Pekinie.

## Osiągnięcia
- Mistrzostwa Świata – Indianapolis 1994 – dwójka podwójna – 11. miejsce[1].
- Mistrzostwa Świata – Tampere 1995 – dwójka podwójna – 16. miejsce[1].
- Igrzyska Olimpijskie – Atlanta 1996 – dwójka podwójna wagi lekkiej – 16. miejsce[1].
- Mistrzostwa Świata – St. Catharines 1999 – jedynka – 16. miejsce[1].
- Mistrzostwa Świata – Lucerna 2001 – jedynka – 11. miejsce[1].
- Mistrzostwa Świata – Sewilla 2002 – jedynka – 8. miejsce[1].
- Mistrzostwa Świata – Mediolan 2003 – jedynka – 8. miejsce[1].
- Igrzyska Olimpijskie – Ateny 2004 – jedynka – 6. miejsce[1].
- Mistrzostwa Świata – Gifu 2005 – jedynka – 11. miejsce[1].
- Mistrzostwa Świata – Eton 2006 – jedynka – 9. miejsce[1].
- Mistrzostwa Świata – Monachium 2007 – jedynka – 12. miejsce[1].
- Igrzyska Olimpijskie – Pekin 2008 – jedynka – 14. miejsce[1].
- Mistrzostwa Świata – Poznań 2009 – jedynka – 15. miejsce[1].
- Mistrzostwa Europy – Montemor-o-Velho 2010 – jedynka – 11. miejsce[1].